# Nadia Farès
Ne doit pas être confondu avec Nadia Fares Anliker.
Pour les articles homonymes, voir Farès.
Nadia Farès est une actrice française, née le 20 décembre 1968 à Marrakech (Maroc).

## Biographie
Nadia Farès nait en 1968 à Marrakech au Maroc, d'un père marocain et d'une mère arménienne avec qui, encore très jeune, elle s'installe à Nice.
Pour donner une chance à sa carrière d'actrice, elle s'installe à Paris où, à 18 ans, elle commence des petits boulots, tout en enchaînant les castings.

### Carrière
La comédienne commence sa carrière par la télévision, avec Navarro et L'Exilé, une coproduction internationale signée M6 en 1993.
Elle tient son premier rôle au cinéma dans le thriller Elles n'oublient jamais, réalisé par Christopher Frank.
Après une dizaine d'années d'interruption volontaire pour raison personnelle, elle reprend sa carrière en 2016 en tenant le rôle de Vanessa d'Abrantès, présidente du conseil départemental des Bouches-du-Rhône dans la série Marseille.
Nadia Farès rencontre son mari Steven Chasman, un producteur américain, chez Luc Besson lorsqu'il produit Le Transporteur. Ils ont deux enfants.

## Filmographie

### Cinéma

#### Longs métrages
- 1993 : Les Amies de ma femme de Didier van Cauwelaert : Béatrice de Mennoux
- 1994 : Elles n'oublient jamais de Christopher Frank : Angela
- 1995 : Policier (Poliziotti) de Giulio Base : Stella
- 1995 : Dis-moi oui d'Alexandre Arcady : Florence
- 1996 : Hommes, femmes : mode d'emploi de Claude Lelouch : la nouvelle secrétaire de Blanc
- 1997 : Les Démons de Jésus de Bernie Bonvoisin : Marie
- 1997 : Sous les pieds des femmes de Rachida Krim : Fouzia
- 1998 : Les Grandes Bouches de Bernie Bonvoisin : Esther
- 1999 : Le Château des singes de Jean-François Laguionie : voix de Gina
- 2000 : Les Rivières pourpres de Mathieu Kassovitz : Fanny Ferreira / Judith Hérault
- 2002 : Coup franc indirect de Youcef Hamidi
- 2002 : Nid de guêpes de Florent-Emilio Siri : Hélène Laborie
- 2002 : Le Mal de vivre de Jean-Michel Pascal : Sandrine
- 2004 : Pour le plaisir de Dominique Deruddere : Julie, la femme de François
- 2005 : L'Ex-femme de ma vie de Josiane Balasko : Ariane
- 2007 : Rogue : L'Ultime Affrontement (War) de Philip G. Atwell : agent Jade
- 2007 : Storm Warning (ou  Insane) de Jamie Blanks : Pia
- 2017 : Chacun sa vie de Claude Lelouch : Nadia, la journaliste
- 2019 : Lucky Day de Roger Avary : Lolita
- 2020 : Connectés de Romuald Boulanger : Julie
- 2021 : Haters de Stéphane Marelli : Matcha Mama
- 2022 : On the Line de Romuald Boulanger : Sam Dubois

#### Courts métrages
- 1999 : Rêve de cauchemar de Cyril Sebas : La fille
- 2002 : Apporte-moi ton amour d'Éric Cantona : Nan

### Télévision

#### Téléfilms
- 1992 : Le Second Voyage de Jean-Jacques Goron : Yasmina
- 1995 : Le Cavalier des nuages de Gilles Béhat : Melka
- 1996 : Flairs ennemis de Robin Davis : Karen
- 2001 : Collection Combats de femme,  L'Enfant de la nuit de Marian Handwerker : Eva
- 2006 : L'Empire du Tigre de Gérard Marx : Gabrielle

#### Séries télévisées
- 1990 : Navarro : Sara
- 1991 : L'Exilé (The Exile) : Jacquie Decaux
- 1992 : Force de frappe (Counterstrike) saison 3 épisode 5 No honour among thieves de Jean-Pierre Prévost : Jeanette
- 1995 : Quatre pour un loyer
- 2009 : Revivre de Haim Bouzaglo : Emma Elbaz (6 épisodes)
- 2016-2018 : Marseille de Florent-Emilio Siri : Vanessa d'Abrantes, présidente du conseil départemental des Bouches-du-Rhône
- 2019 : Les Ombres rouges de Christophe Douchand : Aurore Garnier (6 épisodes)
- 2021 : La Promesse de Laure de Butler : Inès Castaing (6 épisodes)
- 2021 : Luther de David Morley : Rose (6 épisodes)
- 2023 : Les Siffleurs de Nathalie Marchak : capitaine Marianne Kacem[6]

### Clip
- 1999 : Délicate chatte de Vincent Jérôme (Moos)